# Attilio Marinari
Attilio Marinari (Montella, 10 luglio 1923 – Roma, 20 febbraio 2000) è stato un critico letterario italiano.

## Biografia

### Origini e formazione
Frequentò a Montella le classi elementari si spostò poi nel 1934 a Sant'Angelo dei Lombardi per sostenere gli esami di ammissione alle classi del ginnasio inferiore. Classi che frequentò poi in alcuni conventi del napoletano e successivamente sotto la guida di un prete del suo paese, don Vincenzo Nargi. Nel Regio Ginnasio di Sant'Angelo dei Lombardi ritornò nel 1937 insieme al compagno di classe Dante Della Terza per gli esami di passaggio dalla terza alla quarta ginnasiale. L'amicizia con Della Terza, poi, fu significativa, intessuta com'era di profondi interessi culturali e di un gusto per il paradosso che accomunava entrambi. Fu l'amico col quale ebbe rapporti più intensi e frequenti per tutto il tempo in cui frequentò il ginnasio superiore a Sant'Angelo. Un'amicizia affettuosa rafforzata anche dai brevi soggiorni a Montella, dove Della Terza prese a trascorrere qualche giorno d'estate. A Sant'Angelo, così come facevano nel tempo centinaia di studenti, Attilio Marinari viveva a pensione; il primo anno nella locanda di Arcangelo Chiusano, il secondo da Fischetti, nel centro storico. Ultimato il Ginnasio per concludere gli studi superiori approdò al “Colletta” di Avellino. 
Gli anni di Avellino furono per Marinari di profonda ed intensa formazione culturale. D'altro canto non poteva essere diversamente quando c'era l'opportunità di rapportars a personaggi come Guido Dorso e Fiorentino Sullo il quale, seppure ancora studente universitario, un preciso punto di riferimento nel panorama politico della provincia. Oppure di frequentare biblioteche fornitissime come quella di casa Maccanico, ricca di testi di Croce, Omodeo, Gobetti, De Ruggiero, Sturzo, Nitti e Salvemini, che aprivano la mente di Marinari e dei suoi amici «a problemi di ordine politico e sociale, alle questioni di libertà, che in quel periodo di guerra e di avvio al declino emergevano con forza crescente».
Conclusi gli studi liceali, nel 1942 Attilio Marinari si iscrisse alla Facoltà di Lettere della “Federico II” di Napoli. I suoi ex compagni di classe, La Penna, Maccanico e Della Terza, stimolati dalla professoressa Patrone, approdarono alla “Normale” di Pisa. Gli studi a Napoli furono pagati con l'incarico d'insegnamento nella scuola media di Montella, gestita dapprima da un ente privato e poi dal Comune. Incarico che conservò negli anni a seguire, passando dalla cattedra di matematica a quella di lettere. La tesi su “Sallustio nella storiografia di Tacito”, che Marinari discusse il 17 luglio del 1947 davanti al latinista Francesco Arnaldi, gli valse il voto massimo.

### La carriera di insegnante
Marinari si avviò prestissimo all'insegnamento nei licei, passando da Desenzano del Garda (1949-50) a quello di Avellino che l'aveva visto come alunno e dove restò dal 1950-51 al 1960-61. Da professore a preside il passaggio fu poi più che naturale. Cominciò nell'ottobre del 1961 con la nomina da incaricato presso l'Istituto Magistrale di Lacedonia, dove restò cinque anni.
Dopo alcune esperienze consumate tra Dentecane e Nola, Marinari nel 1971 arrivò come preside al “Colletta” di Avellino. Da qui, l'anno successivo, spiccò il salto nella capitale, al “Terenzio Mamiani”, dove per diciassette anni ha partecipato a tutte le vicende di quel Liceo, soprattutto a quelle legate alla contestazione studentesca che catapultarono la scuola di Viale delle Milizie sulla scena nazionale.

### Gli ultumi anni e la morte
Presso l'istituto scolasrico si concluse l'attività di preside di Marinari, svolta in nome dei valori profondi della cultura, ma innanzitutto di quelli nobili e generosi del rapporto umano, mai freddo e formale, che lo studioso volle e seppe intrattenere con gli alunni.

## La biblioteca personale

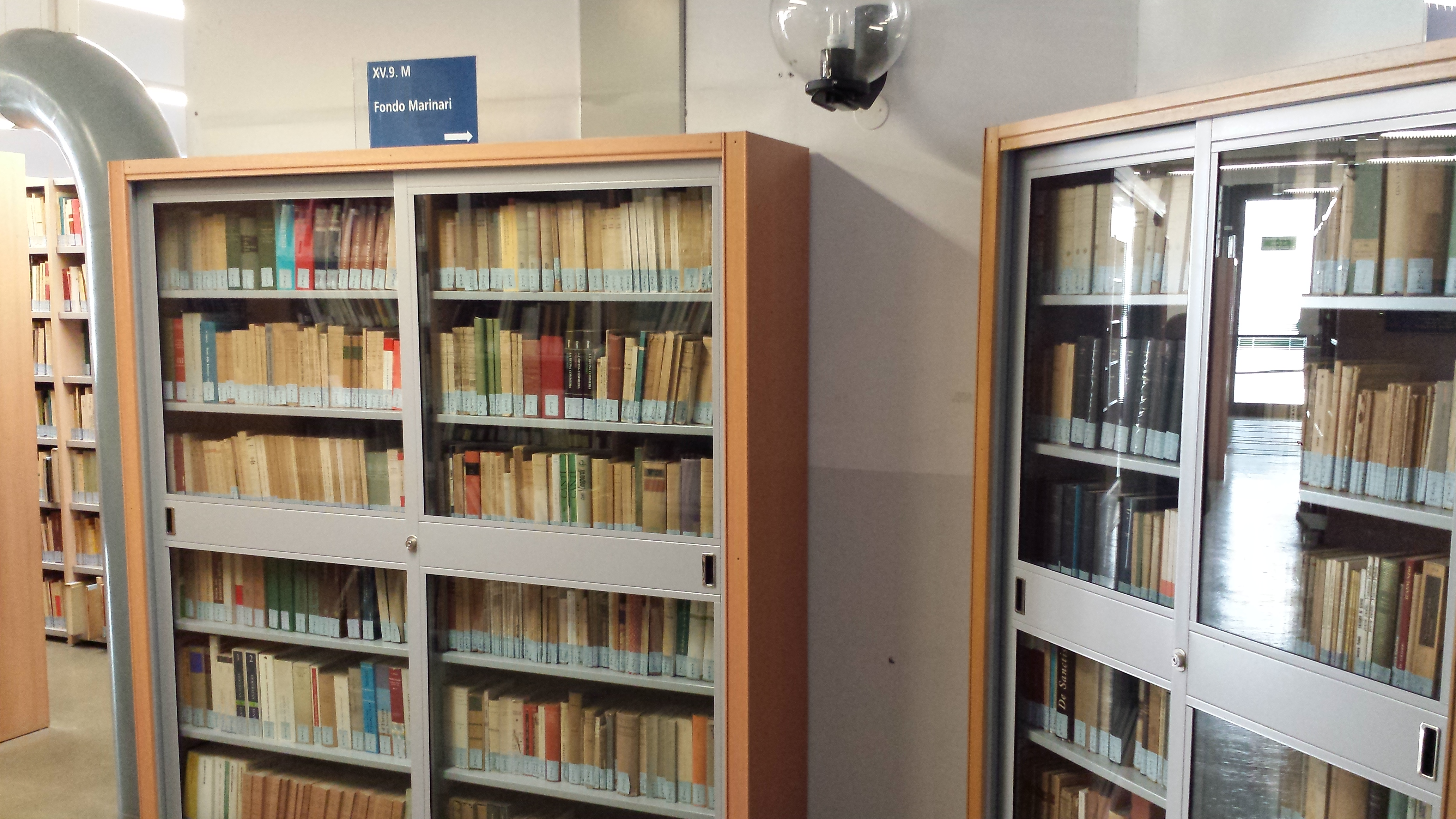
Immagine del Fondo Marinari, conservato presso la Biblioteca E.R. Caianiello dell'Università di Salerno

La raccolta, appartenuta al Marinari e a sua moglie Dora Tomasone Marinari (Avellino 1931 - Roma 2013) nota in particolare per le sue traduzioni dell'Iliade (Roma 2010) e dell'Odissea (Roma 2012), quest'ultima Premio per la Cultura Mediterranea 2013, ma anche per studi pascoliani e gozzaniani e per la traduzione de Le bâton d'Euclide di Jean-Pierre Luminet, consiste in poco meno di cinquemila unità bibliografiche ed è stata devoluta nell'estate del 2014 dal figlio Enzo, ordinario di Fisica all'Università La Sapienza di Roma al Centro Bibliotecario di Ateneo dell'Università di Salerno ed è attualmente conservata nella Biblioteca centrale Eduardo Renato Caianiello.
Di rilevante valore è senza dubbio il settore italianistico, ricco di saggistica novecentesca, ma ben documentati sono anche i filoni antichistico, storico, filosofico e storico-artistico. Completa il fondo un piccolo nucleo di esemplari di antiquariato e poche serie di periodici.

## Pubblicazioni
Monografie
- D'Annunzio e la poesia moderna, [s.l.], Tip. Pergola, 1963, 34 p.
- Emilio Praga, poeta di una "crisi", Napoli, Guida, 1969, 125 p.

Monografie in collaborazione e a cura di
- G. Passaro, Rilievi e note ad una storia di Nusco, Napoli, Tipografia napoletana, 1971
- Francesco Scandone : studi e ricordi, a cura di Attilio Marinari e Mario Garofalo, Montella, [s. n.], 1971, 303 p.
- Introduzione a G. Malcangi, Francesco De Sanctis Deputato di Trani, Bari, Edizioni del Centro Librario, 1971, pp. 13–19
- Introduzione a F. Pionati, La mia poesia, Roma, Palombi, 1972
- Il viaggio elettorale del De Sanctis in rapporto alla situazione politica dell'epoca nella provincia di Avellino, in Celebrazioni in onore di F. De Sanctis nel 150 della nascita, Salerno, Jannone, 1972
- Il viaggio elettorale di Francesco de Sanctis : il dossier Capozzi e altri inediti, a cura di Attilio Marinari, Firenze, La nuova Italia, 1973
- Leopardi (Introduzione all'opera - Antologia della critica), con N. Borsellino, Roma, Bulzoni, 1973
- Cultura e Letteratura del Sud, in La letteratura italiana - Storia e testi, diretta da C. Muscetta, VIII, 1, Bari, Laterza, 1975; poi in La cultura meridionale ed il Risorgimento, con G. Pirodda, ivi (1975 e 1983), pp. 95–160
- F. De Sanctis, Purismo illuminismo storicismo, Torino, Einaudi, 1975, vol. 3, CXLII + L + XIV + 1754 pagine
- Il giovane De Sanctis lettore di P. Giannone, in Letteratura e Critica - Studi in onore di Natalino Sapegno - II, Roma, Bulzoni, 1975, pp. 643–680
- Edizione critica di V. Padula, L'Orco - Leggenda di un vecchio, Roma, C. M. Padula editore, 1975
- Edizione critica di V. Padula, Sigismina - Frammenti in gran parte inediti, Roma, C. M. Padula editore, 1976
- Edizione critica di V. Padula, Calabria prima e dopo l'unità, Bari, Laterza, 1977, pp. L + 421
- Introduzione a G. Negri, Catilina, Roma, Cadmo editore, 1977, pp 9–20
- Classicismo, romanticismo e liberalismo nell'età della Restaurazione, in La letteratura italiana - Storia e testi, diretta da C. Muscetta, volume VI, tomo I, Bari, Laterza, 1977, pp. 370–430 (poi in Da Foscolo all'età della Restaurazione, con N. Mineo, ivi (1977 e 1979) pp. 133–256; ristampa aggiornata (1981) pp. 138–266
- Introduzione e cura di V. Padula, Industria, terreni e stato delle persone in Calabria, Roma, C. M. Padula editore, 1978, 174 pagine
- Rileggendo Fontamara, da "Atti di Montecitorio" in Silone tra l'Abruzzo e il mondo, a cura di A. Gasbarrini e A. Gentile, Pescara, Regione Abruzzo, Assessorato Promozione Culturale, 1979, pp. 250–252
- Introduzione e cura di Galantuomini e clienti, una serie di articoli che, apparsi nel 1878 sul "Rabagas", l'opinione pubblica attribuiva a V. Padula, Roma, C. Padula editore, 1982
- Cura di F. De Sanctis, Un viaggio elettorale, Napoli, Guida editore, 1983
- Presentazione di Cav. Angelo Muscetta, Memorie di un commerciante (con saggio di C. Muscetta), Avellino, Edizioni del "Centro Dorso", Pergola, 1984, pp. 7–12
- Quelle "selvose" ultime pagine della "Storia", in F. De Sanctis nella storia della cultura, di AA. VV., Bari, Laterza, 1984, pp. 301–313
- Intervento in La scuola italiana verso il 2000, a cura di Benedetto Vertecchi, Firenze, La Nuova Italia, 1984
- Intervento in Sul cammino delle grandi civiltà, Atti del Convegno di Caserta (20-30 novembre 1985), pp. 63–65
- Cura di "F. De Sanctis, un secolo dopo" , Bari, Laterza, 1985, vol. 2
- Appunti sugli schemi di periodizzazione della storia, Bari, Laterza, 1985, vol. 2, pp. 479–496
- F. De Sanctis e la sua scelta del dialetto come scelta meridionalistica. Lingua e linguaggi di "Un viaggio elettorale", in Omaggio a F. De Sanctis a cento anni dalla morte, a cura della Comunità Montana dell'Alta Irpinia e del Liceo Classico "F. De Sanctis" di S. Angelo dei Lombardi, Calitri (AV), Grafiche Fratelli Pannisco, 1986, pp. 28–34
- Politica e Cultura in F. De Sanctis,  in Omaggio a F. De Sanctis a cento anni dalla morte, a cura della Comunità Montana dell'Alta Irpinia e del Liceo Classico "F. De Sanctis" di S. Angelo dei Lombardi,  Calitri (AV), Grafiche Fratelli Pannisco, 1986, pp. 74–81
- Presentazione di M. Garofalo, Alle origini del socialismo in Irpinia: Ferdinando Cianciulli, Avellino, Edizioni del "Centro Dorso", Pergola, 1986, pp. 9–16
- Presentazione di Ignazio Delogu, L'opposizione sarda (alle origini di una questione), Avellino, Edizioni del "Centro Dorso", 1986, pp. V-XI
- Presentazione di T. Jermaro, Assolutismo borbonico e classi subalterne nel 1848 a Napoli, Avellino, Edizioni del "Centro Dorso", Pergola, 1987, pp. 11–15
- Il giudizio di Gramsci su Dorso, in L'Irpinia nella società meridionale, Avellino, Edizioni del "Centro Dorso", Pergola, 1987, pp. 282–292
- Nota a V. Padula, Il Bruzio, Roma, C. Padula editore, 1987, pp. 338–340
- Da D'Annunzio a Pirandello, in Mario Puccini: due giornate di studi e testimonianze, a cura di Ada Antonietti, Comune di Senigallia (1987), pp. 41–51
- Presentazione ed annotazioni a Romanticismo Calabrese: saggi di F. De Sanctis, a cura di V. G. Galati, E. Cione, R. Speziale, C. Muscetta e U. Bosco, Marina di Belvedere, Grisolia editore, 1988, 87 pagine
- De Sanctis e la "nuova Sinistra", in De Sanctis, a cura di M. Paladini Musitelli, Bari, Laterza, 1988, pp. 138–142
- Presentazione di Modestino Della Sala, Aspetti della satira politica in Irpinia, Roma, Edizioni del "Centro Dorso", Bulzoni editore, 1989, pp. I-III
- Introduzione a Francesco De Sanctis: recenti ricerche, a cura dell'Istituto per gli Studi Filosofici di Napoli, Urbino, Edizioni Quattroventi, 1989, pp. 5–9
- Francesco De Sanctis 1863-1869 in Francesco De Sanctis: recenti ricerche, a cura dell'Istituto per gli Studi Filosofici di Napoli, Urbino, Edizioni Quattroventi, 1989, pp. 61–97
- Presentazione di P. Ghione e M. Morbidelli, Rosso di lusso. I primi anni della contestazione nel Liceo Classico T. Mamiani di Roma, Roma, Bulzoni editore, 1991, pp 11–14
- Voce F. De Sanctis, con C. Muscetta, in Dizionario Biografico degli Italiani, vol XXXIX, Roma (1991), pp. 284–297
- Cura di F. De Sanctis, Epistolario 1863-69, con G. Paoloni e G. Talamo, Torino, Einaudi, 1993
- Enrico Cocchia interprete di F. De Sanctis, in M. Garofalo, Enrico Cocchia: il filosofo, il politico, l'uomo, Cesinali, Edizioni della Scuola Media "E. Cocchia", 1993, pp. 157–173
- Bibliografia Paduliana in V. Padula, Persone in Calabria, a cura di Carlo Muscetta, Manziana (Roma), Vecchiarelli editore, 1993, pp. 7–23
- Amicizia di una vita, in Dagli Appennini alle Montagne Rocciose, testimonianze e rimembranza per Dante della terza, a cura di V. Russo, Napoli, Bibliopolis, 1996, pp. 61–62
- Un intellettuale di frontiera: Vincenzo Padula, in Opere di Vincenzo Padula, Bari, Laterza, 1997
- La "cronaca" nel "Bruzio" di V. Padula, 1997, pp. 125–140
- Cura di V. Padula, I poemetti, in Opere di Vincenzo Padula, Bari, Laterza, 1997
- Post-fazione a U. Piscopo, Irpinia, cento universi, sette campanili, Napoli, E.S.I. editore, 1998, pp. 265–272

Articoli di riviste
- Edizioni crociane del De Sanctis, in «Società», X, 3 (giugno 1954), pp. 550–561
- Il messaggio di Cechov, in «Cinema Sud», III, 18 (febbraio-marzo 1960), p. 6
- Le correzioni del Puoti ai primi due "discorsi di scuola" del De Sanctis, in «Belfagor», XV, 5 (settembre 1960), pp. 584–601
- Il proclama agli Irpini di Francesco De Sanctis, in «Voce Socialista», Avellino (23 ottobre 1960)
- Rinaldo d'Aquino tra letteratura e realismo, in «Economia Irpina» (1961)
- Due romanzi di crisi, in «Il Ponte», XVIII, 2 (febbraio 1962), pp. 214–236
- Il Canto di Farinata, in «Annuario 1963 dell'Istituto Magistrale "F. De Sanctis" di Lacedonia (AV)», Avellino (1963), p. 30
- Alcuni problemi di cronologia desanctisiana, in  «Belfagor», XVIII (1963), n. 4
- Il cielo di Venere e la meditazione dantesca sul tema dell'amore, in «Annuario 1965 dell'Istituto Magistrale "F. De Sanctis" di Lacedonia (AV)», Napoli (1966), pp. 157-196
- Il problema dell'arte nel "De vulgari eloquentia", in «Annuario 1965 dell'Istituto Magistrale "F. De Sanctis" di Lacedonia (AV)», Napoli (1966), pp. 97-120
- Bonagiunta Orbicciani, poeta "annodato", in «Annuario 1965 dell'Istituto Magistrale "F. De Sanctis" di Lacedonia (AV)», Napoli (1966), pp. 121-156
- Per un'edizione delle poesie giovanili del De Sanctis, in «Studi e problemi di critica testuale», 1 (ottobre 1970), pp. 218–248
- Proposte per una sistemazione dei "Discorsi" della prima scuola (1838/39-1848) del De Sanctis, in «Studi e problemi di critica testuale», 3 (ottobre 1971), pp. 187–204
- Recensione a G. Savarese, Primo tempo del De Sanctis e altri saggi, in «Studi e problemi di critica testuale», 3 (ottobre 1971), pp. 271–277
- Recensione a M. Corti, Entro dipinta gabbia. Tutti gli scritti rari ed inediti 1809-1810 di Giacomo Leopardi, in «Studi e problemi di critica testuale», 7 (ottobre 1973), pp. 270–274
- Il re Michele, in «La voce della Campania», I, 8 (15 ottobre 1973), pp. 8–9
- Recensione a Nino Borsellino e Marcello Aurigemma, Il Cinquecento: dal Rinascimento alla Controriforma, Bari, Laterza, 1973, in «Studi e problemi di critica testuale», 8 (aprile 1974), pp. 263–270
- Recensione a Gennaro Savarese, Iconologia pariniana, Firenze, La Nuova Italia, 1973, in «Studi e problemi di critica testuale», 9 (ottobre 1974), pp. 298–299
- Riflessioni sul metodo di F. De Sanctis. La via del realismo, in «L'Unità», LIV, 268 (6 ottobre 1977), p. 3
- Genesi di un "romanzo". E finalmente venne Hegel, in «La provincia irpina», I, 3 (ottobre 1977), pp. 9–11, e in l'altritalia, Napoli, II, pp. 10–11 (ottobre-novembre 1977), pp. 42–43
- La ristampa del "Bruzio", la rivista di V. Padula. Le polemiche di un prete per il riscatto del Sud, in «L'Unità», LV, 119 (20 maggio 1978), p. 3
- L'inesauribile Pirandello, in «L'Unità», LVI, 121 (30 maggio 1979), p. 3
- Ai giovani la lezione di De Sanctis, in «L'Irpinia», II, 12 (25 giugno 1983), p. 3
- Lettere a Marietta, in F. De Sanctis fra etica e cultura, a cura di M. G. Giordano, in «Riscontri», VI, 1-2 (gennaio-giugno 1984), pp. 167–182
- "Fortuna" e "sfortuna" degli scrittori meridionali: il caso del professore, un "buon uomo" irpino che Carducci accusava di "difetto di cognizione". Delizia e croce per De Sanctis, in «Il Mattino Napoli», XCV, n. 25 (26 gennaio 1986)
- "Fortuna" e "sfortuna" degli scrittori meridionali: la "censura" di V. Padula, in «Il Mattino» (febbraio 1986), p. 3
- "Fortuna" e "sfortuna" degli scrittori meridionali: "Il Gattopardo": "best seller" di uno scrittore sconosciuto, in «Il Mattino» (1986)
- "Fortuna" e "sfortuna" degli scrittori meridionali: Giovanni Verga e il "fiasco" dei Malavoglia. Il libro sgrammatico che sconvolse la critica, in «Il Mattino» (febbraio 1986), p. 3
- "Fortuna" e "sfortuna" degli scrittori meridionali: Donna Matilde e i Cavalieri dello Spirito, in «Il Mattino» (marzo 1986), p. 3
- Un'interpretazione di Salvatore Valitutti. La riforma di F. De Sanctis, in «L'Irpinia», VIII, 6 (1 aprile 1989), pp. 3–4
- Intervista in P. Ghione e M. Morbidelli, La sperimentazione globale a Roma, in «IRESM-informazioni», n. 3-4, a. XIII (marzo-aprile 1990), pp. 51–53
- Date la patria all'esule, in «L'Irpinia», IX, 10 (2 giugno 1990), p. 3